# Mali Sundski otoki
Mali Sundski otoki (indonezijsko Kepulauan Nusa Tenggara, dobesedno »Jugovzhodno otočje«) so otoška skupina v Jugovzhodni Aziji, ki predstavlja vzhodni del Sundskih otokov in se razprostira v loku med otokoma Bali ter Timor. Zahodno od njih je otok Java, ki pripada Velikim Sundskim otokom, vzhodno se veriga nadaljuje z južnim delom Moluških otokov do Nove Gvineje, na severu je otok Sulavezi, južno pa prek Indijskega oceana Avstralija.

## Geografija
Otočni lok je pretežno ognjeniškega izvora, nastal je ob subdukciji avstralske plošče pod evrazijsko, le nekaj južnih otokov, največja od katerih sta Sumba in Timor, leži na Avstralski plošči in niso ognjeniški. Tu, natančneje na otoku Sumbawa, se denimo vzpenja ognjenik Tambora, ki je z močnim izbruhom leta 1812 povzročil klimatske motnje po večjem delu planeta (»leto brez poletja« v Evropi). Tudi sicer je površje gorato, z najvišjim vrhom Rinjani na otoku Lombok (3726 m n. m.). Podnebje je razmeroma suho tropsko.
Zaradi ognjeniškega izvora so med otoki globoki oceanski jarki, kar občutno vpliva na vzorce razširjenosti organizmov. Prav skozi male Sundske otoke, natančneje po prelivu Lombok med Balijem in Lombokom, poteka t. i. Wallaceova črta, ki razmejuje azijsko in avstralsko floro ter favno.

## Upravna delitev
Večina otočja pripada Indoneziji, kjer predstavljajo ozemlje štirih provinc: otok Bali je istoimenska provinca, proti vzhodu si nato sledita provinci Zahodna in Vzhodna Nusa Tenggara, nekaj otočkov na skrajnem vzhodnem delu pa spada pod provinco Maluku, ki sicer pokriva Moluške otoke.
Vzhodni del otoka Timor pripada samostojni državi Vzhodni Timor, ki se je konec 20. stoletja osamosvojila od Indonezije.